# とことん歴史紀行
『とことん歴史紀行』は、日本の歴史番組・紀行番組。BS11で毎週月曜20:00-21:00、2時間スペシャルは19:00-21:00に放送された。（2015年4月までは金曜日に放送していた。）

## 概要
毎回、歴史上の偉人をとりあげ、縁の地を巡りながらその人生を紐解いていく。

## 過去のラインナップ
- 第1回	坂本龍馬〜お龍と見た束の間の夢〜鹿児島・霧島
- 第2回	前田利家〜まつと築いた加賀百万石〜石川・金沢
- 第3回	伊達政宗〜独眼竜が夢見た天下〜宮城・仙台
- 第4回	勝海舟〜新たな日本を切り開いた男の原点〜長崎
- 第5回	真田幸村〜日本一の兵を育んだ地〜長野・上田
- 第6回	秋山好古・真之兄弟〜非凡なる才能の礎山〜愛媛・松山
- 第7回	毛利元就〜厳島にかけた知将の夢〜広島・安芸
- 第8回	明智光秀〜天下の謀反者と呼ばれた武将の故郷〜岐阜・美濃
- 第9回	上杉鷹山〜謙信と兼続の志を受け継いだ男〜山形・米沢
- 第10回	大隈重信〜信念の教育者が育まれた地〜佐賀
- 第11回	北条早雲〜乱世の口火を切った戦国大名の魁〜小田原
- 第12回	加藤清正〜天下の名城 熊本城にこめた思い〜熊本
- 第13回	水戸黄門〜天下の名君の素顔〜茨城・水戸
- 第14回	長宗我部元親〜土佐の出来人を育んだ地〜高知
- 第15回	松尾芭蕉〜"奥の細道"絶景の宮城・松島〜
- 第16回	源頼朝～政治の鬼才がつくった武士の世～鎌倉
- 第17回	徳川吉宗〜新発見 父と子がもたらした大胆改革〜紀州
- 第18回	村上水軍〜天下を動かす海賊たちを見た！〜瀬戸内
- 第19回	白虎隊〜末裔が語る悲劇の真実〜会津若松
- 第20回	古田織部〜利休が唯一認めた武将茶人〜美濃
- 第21回	歌人・西行が見た絶景〜世界遺産 奈良・吉野〜
- 第22回	菅原道真 学問の神 誕生の地に見る足跡 福岡・太宰府
- 第23回	マッサンとリタ いま明かされる愛の物語 小樽・余市
- 第24回	悪役・平清盛 伊勢で見つけた意外な素顔
- 2時間スペシャル 第1回 赤穂浪士〜武士道精神を育んだ豊穣の地〜兵庫・赤穂
- 2時間スペシャル 第2回 偉人たちの歩み〜天下取りを夢見た戦国武将と幕末を駆け抜けた英雄〜
- 2時間スペシャル 第3回 吉田松陰 高杉晋作〜維新の萩・下関〜
- 2時間スペシャル 第4回 西郷隆盛〜南の島に暮らした維新の豪傑〜鹿児島・奄美
- 2時間スペシャル 第5回 武田信玄〜最強武将を育んだ風林火山の郷〜甲斐
- 2時間スペシャル 第6回 世界遺産・平泉〜奥州藤原三代 黄金の都〜
- 2時間スペシャル 第7回 新選組〜"誠"に生きた若者たちの真実〜京都
- 2時間スペシャル 第8回 宮沢賢治〜イーハトーブに見た夢〜岩手・花巻
- 2時間スペシャル 第9回 上杉謙信・直江兼続〜『義』と『愛』知られざる英雄たちの実像〜越後
- 2時間スペシャル 第10回	世界遺産 姫路城〜軍師・黒田官兵衛 飛躍の地〜播磨
- 2時間スペシャル 第11回	千利休〜戦国の世の茶の湯物語〜京都・堺
- 2時間スペシャル 第12回	夏目漱石〜文豪とマドンナ 出発の地〜熊本
- 2時間スペシャル 第13回	琉球王国〜世界遺産と南国を駆けた英雄たち〜
- 2時間スペシャル 第14回	薩摩 島津家 戦国・幕末 男たちの軌跡
- 2時間スペシャル 第15回	徳川家康 没後400年 知られざる青年期の姿
- 2時間スペシャル 第16回	伊藤博文 初代内閣総理大臣への道 山口・萩
- 2時間スペシャル 第17回	織田信長 天下布武の野望・風雲編 尾張 名古屋
- 2時間スペシャル 第18回	空海 世界遺産 高野山に生きる伝説の僧侶
- 2時間スペシャル 第19回	木曽義仲 源平の世に現れた戦の天才 長野～富山
- 2時間スペシャル 第20回	前田慶次 天下御免の傾奇者 最後の旅路 会津～米沢
- 2時間スペシャル 第21回	運命に翻弄された将軍 世界遺産・日光東照宮
- 2時間スペシャル 第22回	井伊直弼 国を変える英断　桜田門外に散った大老 彦根
- 2時間スペシャル 第23回	歌人柳原白蓮 娘が語る愛と波乱の人生 福岡
- 2時間スペシャル 第24回	小泉八雲 神話と怪談に魅せられた外国人作家 出雲
- 2時間スペシャル 第25回	横溝正史 国を変える英断　桜田門外に散った大老 彦根
- 2時間スペシャル 第26回	榎本武揚 盟友土方の最期　蝦夷地に散った夢の続き 函館
- 2時間スペシャル 第27回	太宰治 誰よりも自分を愛した男　津軽

## 出演者
- 石丸謙二郎（ナレーター）

## 関連番組
- 尾上松也 蔵出し!とことん歴史紀行（2018年4月2日 - 9月10日） - 尾上松也がナビゲートとなって当番組の人気のあるエピソードを厳選して放送していた。